# Orto botanico dell'Università di Trieste
L'Orto botanico dell'Università di Trieste (4,2 ettari) è una riserva naturale e un giardino botanico gestito dall'Università di Trieste.

## Storia
Il giardino fu fondato nel 1963 sul terreno di villa Valerio a Trieste, una ex tenuta di un imprenditore nel ramo della produzione di cioccolato, poco dopo divenne proprietà universitaria. Nel 1968 furono aggiunte due piccole serre. Il catalogo più recente del giardino è stato pubblicato nel 1990; da allora il giardino non è stato mantenuto completamente.

## Specie
Attualmente, circa 1 ettaro è coltivato con Aesculus hippocastanum, Laurus nobilis, Prunus avium e Sambucus nigra, nonché Helleborus, Polypodium, Seseli e Valeriana. L'area restante è mantenuta in uno stato naturale; le specie vegetali includono Carpinus orientalis, Centaurea forojuliensis, Pinus nigra, Quercus petraea, Quercus pubescens, oltre a Dianthus tergestinus, Euphorbia characias, Potentilla tommasiniana, Ruscus aculeatus ed altro. Una serra contiene una raccolta di circa 80 specie di piante succulente tra cui Aizoaceae, Cactaceae, Crassulaceae ed Euphorbiaceae; l'altro è dedicato alle specie dei climi temperati come la pianta del caffè.
Nel 1980 l'Istituto ed Orto botanico dell’Università di Trieste ha fondato la rivista Studia geobotanica, che conteneva articoli scientifici e lavori a carattere monografico nel campo della geobotanica. Pubblicata in seguito dalla sezione di Geobotanica ed ecologia vegetale del Dipartimento di Biologia dell'università, la rivista è stata attiva fino al 2003.
Per carenza di personale, lo scambio e la catalogazione dei semi sono state interrotte; nel 1990 è stato realizzato un ultimo Index seminum.